# Babna Gora, Šmarje pri Jelšah
Babna Gora este o localitate din comuna Šmarje pri Jelšah, Slovenia, cu o populație de 112 locuitori.